# Alycia Moulton
Alycia Moulton (Sacramento, 18 febbraio 1961) è un'ex tennista statunitense.

## Carriera
In carriera ha vinto 2 titoli nel singolare e 5 titoli di doppio. Ha raggiunto i quarti di finale di doppio in tutti i tornei del Grande Slam: agli Australian Open nel 1983 e nel 1985, all'Open di Francia nel 1983 e nel 1986, a Wimbledon nel 1982 e agli US Open nel 1984.

## Statistiche

### Singolare

#### Vittorie (2)
| Numero | Anno             | Torneo                                     | Superficie | Avversaria in finale | Punteggio |
| 1.     | 28 febbraio 1983 | Ridgewood Open, Ridgewood                  | Cemento    | Catrin Jexell        | 6-4, 6-2  |
| 2.     | 19 luglio 1983   | Hall of Fame Tennis Championships, Newport | Erba       | Kim Shaefer          | 6-3, 6-2  |

### Singolare

#### Finali perse (3)
| Numero | Anno            | Torneo                    | Superficie  | Avversaria in finale | Punteggio |
| 1.     | 6 novembre 1982 | Hong Kong Open, Hong Kong | Terra rossa | Catrin Jexell        | 3-6, 5-7  |
| 2.     | 13 giugno 1983  | DFS Classic, Birmingham   | Erba        | Billie Jean King     | 0-6, 5-7  |
| 3.     | 26 agosto 1984  | Canada Open, Montréal     | Cemento     | Chris Evert          | 2-6, 6-7  |

### Doppio

#### Vittorie (5)
| Numero | Anno            | Torneo                             | Superficie  | Compagna     | Avversarie in finale           | Punteggio     |
| 1.     | 6 novembre 1982 | Hong Kong Open, Hong Kong          | Terra rossa | Laura DuPont | Yvonne Vermaak Jennifer Mundel | 6-2, 4-6, 7-5 |
| 2.     | 1º maggio 1983  | Virginia Slims of Atlanta, Atlanta | Cemento     | Sharon Walsh | Rosie Casals Wendy Turnbull    | 6-3, 7-6      |
| 3.     | 28 ottobre 1984 | Brighton International, Brighton   | Sintetico   | Paula Smith  | Barbara Potter Sharon Walsh    | 6-7, 6-3, 7-5 |
| 4.     | 28 luglio 1986  | Northern California Open, Berkeley | Cemento     | Beth Herr    | Amy Holton Elna Reinach        | 6-1, 6-2      |
| 5.     | 3 agosto 1986   | San Diego Open, San Diego          | Cemento     | Beth Herr    | Elise Burgin Rosalyn Fairbank  | 5-7, 6-2, 6-4 |

### Doppio

#### Finali perse (5)
| Numero | Anno            | Torneo                                 | Superficie | Compagna        | Avversarie in finale            | Punteggio     |
| 1.     | 6 marzo 1983    | Virginia Slims of Nashville, Nashville | Cemento    | Paula Smith     | Rosalyn Fairbank Candy Reynolds | 4-6, 6-7      |
| 2.     | 15 gennaio 1984 | Virginia Slims of California, Oakland  | Sintetico  | Rosemary Casals | Martina Navrátilová Pam Shriver | 2-6, 3-6      |
| 3.     | 16 giugno 1985  | DFS Classic, Birmingham                | Erba       | Elise Burgin    | Terry Holladay Sharon Walsh     | 4-6, 7-5, 3-6 |
| 4.     | 30 aprile 1986  | Virginia Slims of Arizona, Phoenix     | Cemento    | Linda Gates     | Susan Mascarin Betsy Nagelsen   | 3-6, 7-5, 4-6 |
| 5.     | 12 ottobre 1986 | Open di Zurigo, Zurigo                 | Sintetico  | Lori McNeil     | Steffi Graf Gabriela Sabatini   | 6-1, 4-6, 4-6 |